# P Cygni
P Cygni (P Cyg / 34 Cygni), conosciuta anche con il nome Nova Cygni 1600, è una stella variabile di tipo S Doradus localizzata nella costellazione del Cigno. Si tratta di una stella ipergigante di tipo spettrale B2 Ia; è una delle stelle più luminose della Via Lattea ed è situata a circa 6 000 anni luce dalla Terra.

## Storia delle osservazioni
L'astro era sconosciuto fino al XVII secolo, quando improvvisamente apparve un astro di terza magnitudine in una zona della volta celeste dove prima non era visibile nessuna stella. Durante gli anni seguenti calò la sua luminosità fino a divenire invisibile ad occhio nudo, fino al 1655 quando tornò a brillare di magnitudine +3,5. Rimase tale fino al 1659, quando calò di nuovo di luminosità per attestarsi attorno alla magnitudine 6 fino al 1675, quando tornò di nuovo ad aumentare di brillantezza. Seguirono altre fluttuazioni, fin quando, nel 1715, parve attestarsi attorno alla quinta magnitudine, fluttuando entro questo valore anche per i successivi 200 anni

Il P Cygni profile.

## Caratteristiche fisiche
Le variabili S Doradus, come P Cygni, sono molto rare, hanno una vita breve e si formano soltanto in regioni galattiche dove si ha un'intensa attività di formazione stellare. Hanno inoltre masse enormi e sono estremamente energetiche (generalmente 50 masse solari e decine di migliaia di volte più luminose); pertanto esauriscono piuttosto rapidamente il loro combustibile nucleare. La vita di stelle così massicce è quindi relativamente breve su scala astronomica, appena pochissimi milioni di anni, rispetto ai circa 10 miliardi di anni del Sole. P Cygni, come altre stelle massicce, quando escono dalla sequenza principale perdono massa a un ritmo vertiginoso: la perdita di massa della stella è stata calcolata in 3,3×10−5 M⊙ all'anno, vale a dire a un ritmo 300 milioni di volte superiore alla perdita di massa del Sole tramite il vento stellare.
In tempi relativamente brevi la stella è destinata a esplodere in una brillante supernova, o forse anche in un'ipernova. La recente supernova di tipo II SN 2006gy, esplosa nella galassia NGC 1260, sarà presumibilmente simile alla fine di stelle LBV come P Cygni.
P Cygni dà il nome ad una caratteristica spettrale detta P Cygni profile (Profilo P Cygni), che consiste nella presenza di linee sia di assorbimento sia di emissione, il che indica l'esistenza di nubi di gas in espansione dalla stella. Il lobo di emissione presenta un accentuato redshift mentre il lobo di assorbimento presenta il blueshift conformemente al resto delle lunghezze d'onda dello spettro elettromagnetico.  Questi profili sono utili nello studio dei venti stellari in molti tipi di stelle.  Spesso sono utilizzati per indicare le variabili S Doradus.